# Pedro Arce Latapí
Pedro Arce Latapí (Saltillo, Coahuila, 25 de noviembre de 1991) es un futbolista mexicano, juega como mediocampista y actualmente se encuentra sin equipo.

## Trayectoria
Su carrera futbolística comienza en la categoría Sub-20 del Club Puebla, sin embargo, aún en pretemporada y antes de firmar contrato con el equipo, decide emigrar a Barcelona, España debido a la invitación que le hizo la Fundación Marcet para realizar un programa de formación profesional futbolística. Gracias a esto, realiza pruebas en Polonia con el Flota Świnoujście de Segunda División, sin embargo no logra fichar con el club al no contar con pasaporte comunitario.
Para la segunda mitad de 2011, firma con el Baulmes de la Cuarta División de Suiza y hace su debut el 11 de septiembre de ese mismo año frente al F. C. Le Mont. Después de estar una temporada en el equipo y disputar 12 partidos, regresa a España para continuar jugando con la Fundación Marcet.
El 30 de enero de 2013, firma por el Veria F. C. de la Superliga de Grecia, sin embargo, es cedido al Anagennisi Giannitsa de la segunda categoría de ese mismo país debido al límite de extranjeros en el equipo. En su debut frente al Vyzas logra marcar un gol y además dar un asistencia. Al finalizar la temporada, logró anotar 5 tantos en 18 encuentros, convirtiéndose así en el máximo goleador del club de la segunda vuelta del torneo.
Después de rescindir su contrato con el Veria por problemas de impago, el A. O. Kavala decide ficharlo el 14 de agosto de 2013, en el que sería su segundo equipo en la Segunda División de Grecia y donde permanecería una campaña.
El 29 de agosto de 2014, esta vez bajo una nueva administración, regresa al Veria. El 17 de diciembre del 2014, debuta en Primera División, usando el dorsal número 15, entrando de cambio al minuto 87' por David Vázquez en la victoria de 2-0 ante Niki Volos.
Luego de pemanecer por más de 4 años en Grecia, el 15 de junio de 2017 el Club América hace oficial su contratación. El 23 de junio de 2017 debuta con el equipo en un duelo amistoso frente al Atlante, donde logra dar una asistencia.

## Estadísticas

### Clubes
Actualizado al último partido jugado el 18 de julio de 2020.
| F. C. Baulmes · Suiza               | 4ª            | 2011-12       | 12  | 0 | —  | — | — | — | 12  | 0 |
| F. C. Baulmes · Suiza               | Total club    | Total club    | 12  | 0 | 0  | 0 | 0 | 0 | 12  | 0 |
| Anagennisi Giannitsa F. C. · Grecia | 2ª            | 2013          | 18  | 5 | —  | — | — | — | 18  | 5 |
| Anagennisi Giannitsa F. C. · Grecia | Total club    | Total club    | 18  | 5 | 0  | 0 | 0 | 0 | 18  | 5 |
| A. O. Kavala · Grecia               | 2ª            | 2013-14       | 22  | 1 | 1  | 0 | — | — | 23  | 1 |
| A. O. Kavala · Grecia               | Total club    | Total club    | 22  | 1 | 1  | 0 | 0 | 0 | 23  | 1 |
| Veria F. C. · Grecia                | 1ª            | 2014-15       | 4   | 0 | 2  | 0 | — | — | 6   | 0 |
| Veria F. C. · Grecia                | 1ª            | 2015-16       | 22  | 0 | 3  | 0 | — | — | 25  | 0 |
| Veria F. C. · Grecia                | 1ª            | 2016-17       | 21  | 0 | 2  | 0 | — | — | 23  | 0 |
| Veria F. C. · Grecia                | Total club    | Total club    | 47  | 0 | 7  | 0 | 0 | 0 | 54  | 0 |
| C. América · México                 | 1ª            | 2017-18       | 5   | 0 | 3  | 0 | 1 | 0 | 9   | 0 |
| C. América · México                 | 1ª            | 2018          | 0   | 0 | 0  | 0 | — | — | 0   | 0 |
| C. América · México                 | Total club    | Total club    | 5   | 0 | 3  | 0 | 1 | 0 | 9   | 0 |
| Panionios · Grecia                  | 1ª            | 2019          | 9   | 0 | 1  | 0 | — | — | 10  | 0 |
| Panionios · Grecia                  | 1ª            | 2019-20       | 15  | 2 | 0  | 0 | — | — | 15  | 2 |
| Panionios · Grecia                  | Total club    | Total club    | 24  | 2 | 1  | 0 | 0 | 0 | 25  | 2 |
| Total carrera                       | Total carrera | Total carrera | 128 | 8 | 12 | 0 | 1 | 0 | 141 | 8 |
| 1. 2.                               |               |               |     |   |    |   |   |   |     |   |

## Palmarés

### Títulos nacionales
| Título           | Club       | País   | Año  |
| ---------------- | ---------- | ------ | ---- |
| Primera División | C. América | México | 2018 |